# ワールドラリーカー

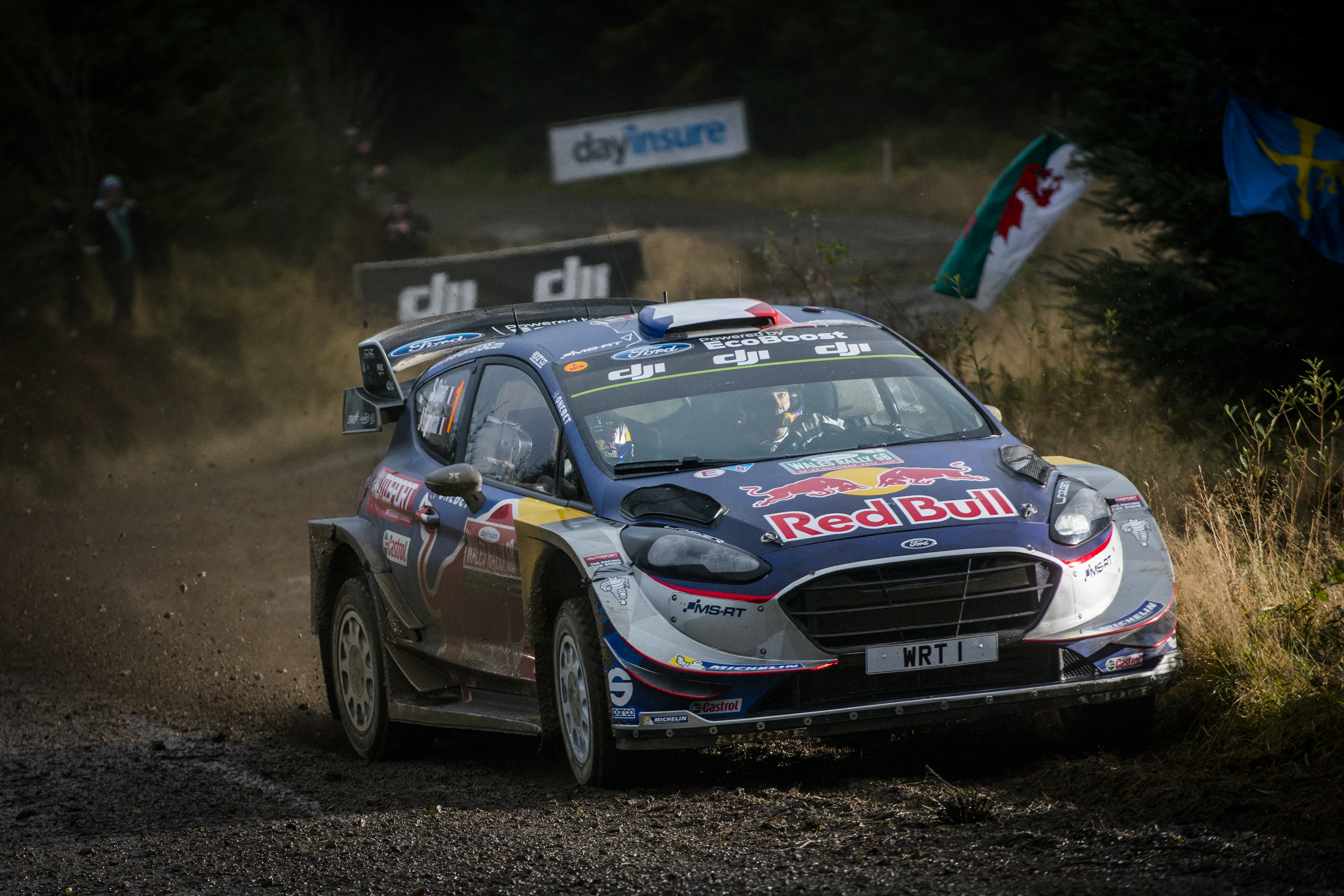
フォード・フィエスタWRC（2017年）

ワールドラリーカー (World Rally Car) とは、FIA世界ラリー選手権（WRC）の総合優勝を争ったラリーカーの規定。通称はWRカー。
シリーズ名と似ているため、「WRCに参戦する車両全般」という意味に誤解されるケースもあるが、正確には1997 - 2021年に施行されていたグループAの特例規定のことを指す。

## 概要
1997年施行。国際自動車連盟（FIA）の規定するラリー車両クラスの最上位である「RC1」に分類され、WRCの競技クラス最上位で使用されていた規定である。規則上はグループE (フリーフォーミュラレーシングカー群) のカテゴリーIであり、グループAの「VK（キット変型）」の一つとして「WRCキット変型」と称される。
市販車がベースだが骨格以外は全くの別物で、高出力のターボエンジンにシーケンシャルトランスミッションを組み合わせる。ベース車がFFの場合は4WDに変更されるほか、ボディにオーバーフェンダー取り付けや大型の空力パーツが取り付けられ、サスペンションなども変更されている。また、エンジンの傾斜配置による低重心化も可能となっている。この規定は当初はあくまで純グループAに参入できないメーカーへの救済であり、性能としてはグループAを超えない範囲を想定していたが、実際には開発競争が白熱し、年々過激なラリーカーが登場することとなった。
WRC史上最も息の長い規定であったが、2022年から市販車の骨格を用いる必要のない純競技専用設計車両のラリー1規定の導入により終焉を迎えた。

## 歴史

### 前史
1987年にWRCのメイン規定として昇格したグループA規定下では、市販車からの改造範囲は限定されており、エンジン・補機・空力パーツ・駆動形式などの変更が認められていないほか、ベース車種は連続する12ヶ月間に5,000台以上（93年に2,500台以上に緩和）の生産義務が条件となっていた。その結果4WDの需要が高い市場を母国に持ち、世界的にもシェアを伸ばし盛りであった日本のメーカーが多数参戦を継続する一方で、そうでない欧州メーカーたちは撤退が相次いだ。さらに1990年代に入るとバブル崩壊の影響で日本メーカーすらも半減し、初年度には10社以上を数えたメーカー数は1994年に4社にまで減少した。
1990年代前半にフランス車メーカーたちは、国内選手権向けに安価に参戦できる2WD＋自然吸気エンジンのラリーカー規定の創設をFIAに働きかけ、実際に「F2キットカー」として1995年から2000年頃まで施行された。WRCでも下位クラスの「2.0Lカップ」として開催され、多数のメーカーが参入した。マックス・モズレーはこれをグループAの後継カテゴリにしようとする動きを見せたが、既存の4WDで戦うメーカーたちの反発に遭ったことに加え、当時のフランス車メーカーたちが国際選手権には消極的であったため、足並みが揃わず1995年の時点で見送りが確定した。結果として、このF2キットカーの4WD＋ターボエンジン版がWRカーとなった。
WRカーでは年間に25,000台以上が生産された量産モデルのうち、2,500台以上生産された派生車種であれば駆動方式の変更やターボ装着の有無などを自由にできるという条件に緩和された。これにより、市販車ラインナップに高性能4WDスポーツを持たない多くのメーカーたちが参入することが可能になった。

### 1997年 - 2010年
施行から最初の3年間は、既存メーカーたちはいずれもグループA時代と同じくクーペやセダンのままであり、機構的にもグループAの改良版という牧歌的なものであった。また当初は規定を完全に満たしたモデルは存在せず、特例と特認で成り立っていた。例を挙げるとスバルはインプレッサWRX STiを、当時女性向けに売り出していたクーペスタイルのインプレッサリトナに切り替えたが、リトナには一切存在しないボンネット上のエアスクープはスバルがWRXを中心とした販売を行っていた事情から特例で設置が許可された。またフォードは時限措置として特認を受けたクーペのフォード・エスコートWRCを2年間用い、シュコダ・オクタヴィアWRCはベースとなったフォルクスワーゲン製エンジンのバルブ本数が5バルブだったことから、5バルブで参戦する、車幅拡大のためリヤドア加工を行う、プジョーは206の全長が規定を満たさなかった事からバンパーを伸ばす、トヨタはカローラに積まれていなかった3S-GTEエンジンを後斜搭載するなどの特例が存在した。三菱に至っては市販車にこだわるという理念からグループA車両で参戦を続けたが、それでもトミ・マキネンがドライバーズタイトルを連覇し続けることができた。マニュファクチャラーズタイトルは1997年はスバル、1998年は三菱、1999年はトヨタと3メーカーが分け合った。フォードは3年目の1999年からフォーカスWRCを初投入したが、序盤にコリン・マクレーが2勝を挙げて日本車勢に迫るも後半で失速した。
新規メーカーは1999年にプジョー、1998年にセアトとシュコダ、2000年にはヒョンデ、2001年にはシトロエンと徐々にスポットから参戦が開始され、一時は7つのワークスチームが参戦するほどにWRカーは活況を呈するようになった。また、競技用の4WDやエンジンのノウハウを持たないメーカーがプロドライブやピポ・モチュールなどの独立系コンストラクターたちを頼ったため、ラリー界自体も活性化した。
2000年に転機が訪れる。F1に転身するためトヨタは撤退したが、それと入れ替わるようにF1から予算を引き上げてきたプジョーが、本格的にWRカー規定を利用した206WRCでフル参戦を開始。Bセグメントハッチバックの206の宣伝にWRCを利用したいと考えていたプジョーは、本来なら最低全長より短いベース車両に大型バンパーを装着したエボリューションモデルである206GTを2,500台量産して特例でクリアするという荒業を用いた。カローラWRCがコーナーリングでの挙動を抑え込むためにホイールベースを延長したのとは結果的に逆のアプローチとなってしまったが、ミシェル・ナンダンの指揮の下に凝った設計を駆使してコンポーネントを小さい206になんとか押し込んだ。結果的に206は高い戦闘力を発揮してマニュファクチャラーズタイトルを3連覇し、一時代を築いた。
これに従来のメーカーたちも指を咥えて見ていたわけではなかった。素性に優れたベース車両を持つスバルは2000年を開発期間と割り切った上で、2001年から熟成された4ドアのWRカーを本格投入。リチャード・バーンズがわずか1勝ながら安定した走りで2ポイント差でドライバーズタイトルを獲得した。2003年にもペター・ソルベルグがシトロエンのセバスチャン・ローブに対しわずか1ポイント差で逃げ切った。またフォードは本社からの予算が削減される中、プロドライブ（スバル）から引き抜いた設計者クリスチャン・ロリオーの下、2003年にサスペンションの大胆な傾斜配置で長大なストローク量を確保し、空力面でも画期的な設計を駆使した第2世代のフォーカスWRCを投入。マイナートラブルの多さゆえにタイトルには手が届かなかったものの、その革新性は後のWRカーの基準を作ったとされる。
一方でグループAに固執して出遅れた三菱は迷走し始める。2001年に同年中にWRカーの導入をすることを条件に、特例としてリヤサスペンションストロークの増大、フライホイールの軽量化などグループAでは出来ない改造範囲の増大を特例で認められた。WRカー規定導入5年目となる2001年の終盤のサンレモからようやくWRカーを導入するが、絶対的エースだったマキネンは同年末で離脱。2002年にはマシン開発に専念するために一時活動を停止した。本社の経営悪化もあって2003、2004年は散発的な参戦に留まった。他にもセアトは2000年にツーリングカーへの転向を理由に離脱、ヒョンデも組織的紛糾により2003年途中で撤退。シュコダは予算不足で2004年からスポット参戦へと切り替えた。
シトロエンは2001年からクサラWRCをスポット参戦で投入。国内選手権でよく熟成させたこのマシンは、親会社プジョーに十分な栄光を堪能させた後、フル参戦初年度の2003年にマニュファクチャラーズタイトルを獲得。2004年はマニュファクチャラーズに加えてセバスチャン・ローブがドライバーズタイトルも獲得し、長らく同社は黄金時代を築くこととなる。特に2005年のローブはツール・ド・コルスでの全SS勝利での優勝を含む、年間16戦中10勝でシーズン最多記録更新という圧倒的な強さであった。対照的にプジョーは2004年に307CC（クーペカブリオレ型）ベースの307 WRCを投入するが、マイナートラブルの頻発により競争力を失った。また各社WRカー開発の知見が深まって行くにつれ、設計の自由度が低い水平対向エンジンとオーバーハングの長いセダン型のスバルは重量バランスにおいて不利となり、さらにプロドライブとの組織的紛糾、足回りのセッティングの難航、後述のハイテク禁止の直撃などもあって戦闘力を失っていった。

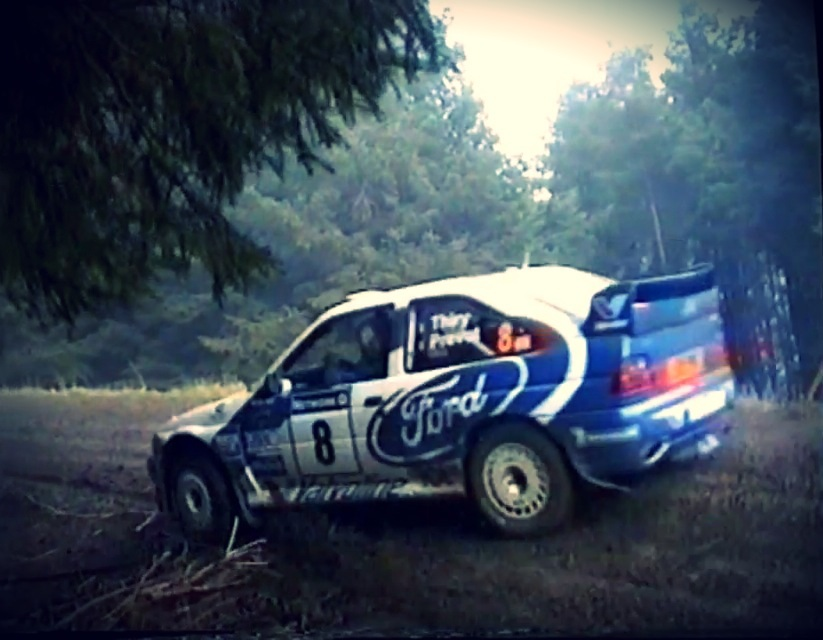
フォード・エスコートWRC（1998年）
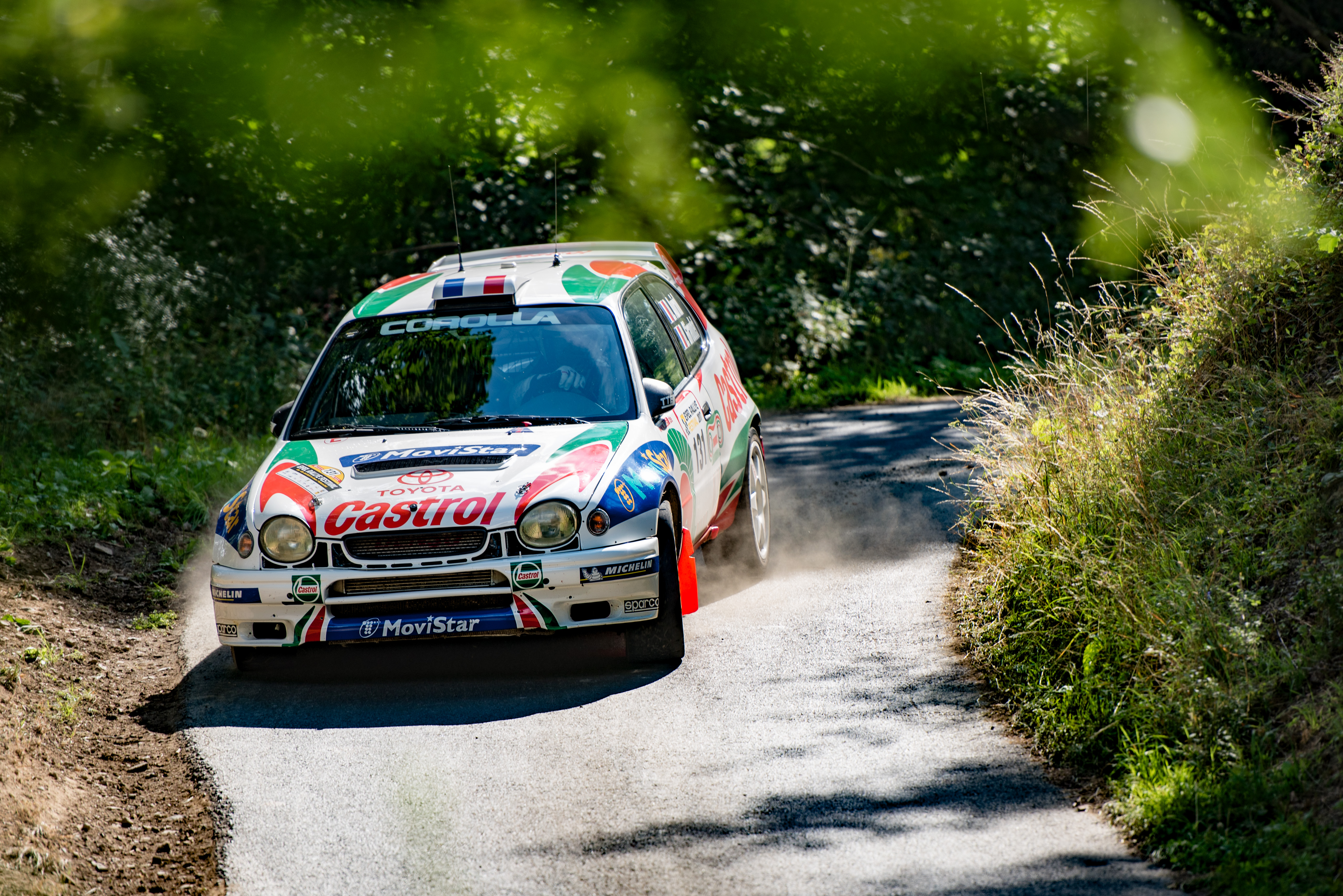
トヨタ・カローラWRC（1998年）
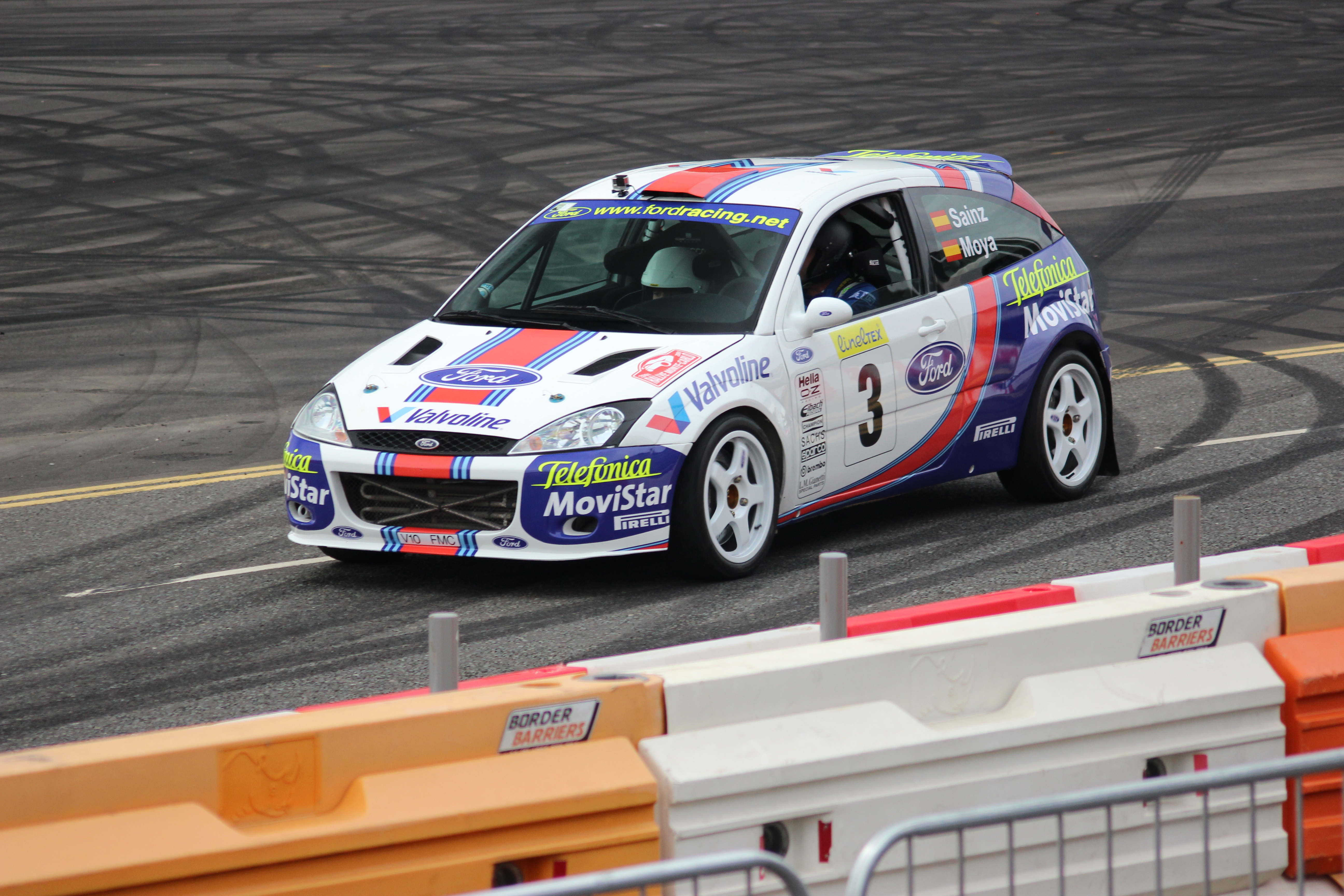
フォード・フォーカスRS WRC（2001年）
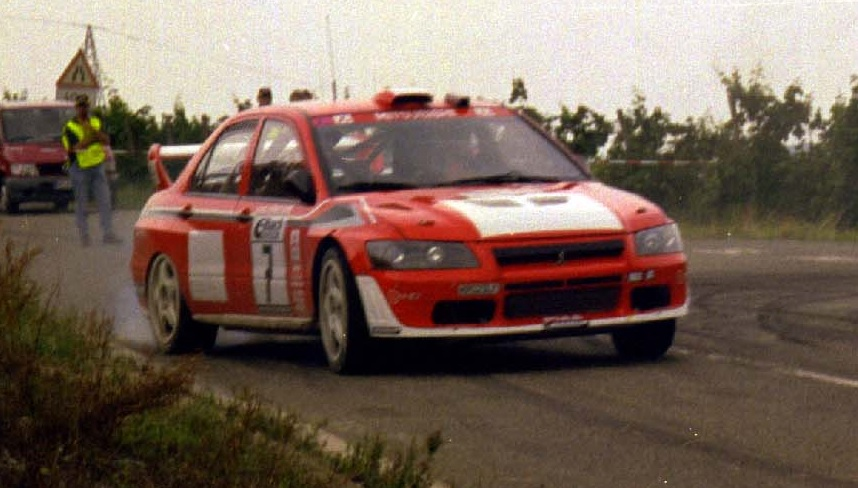
三菱・ランサーエボリューションWRC（2002年）
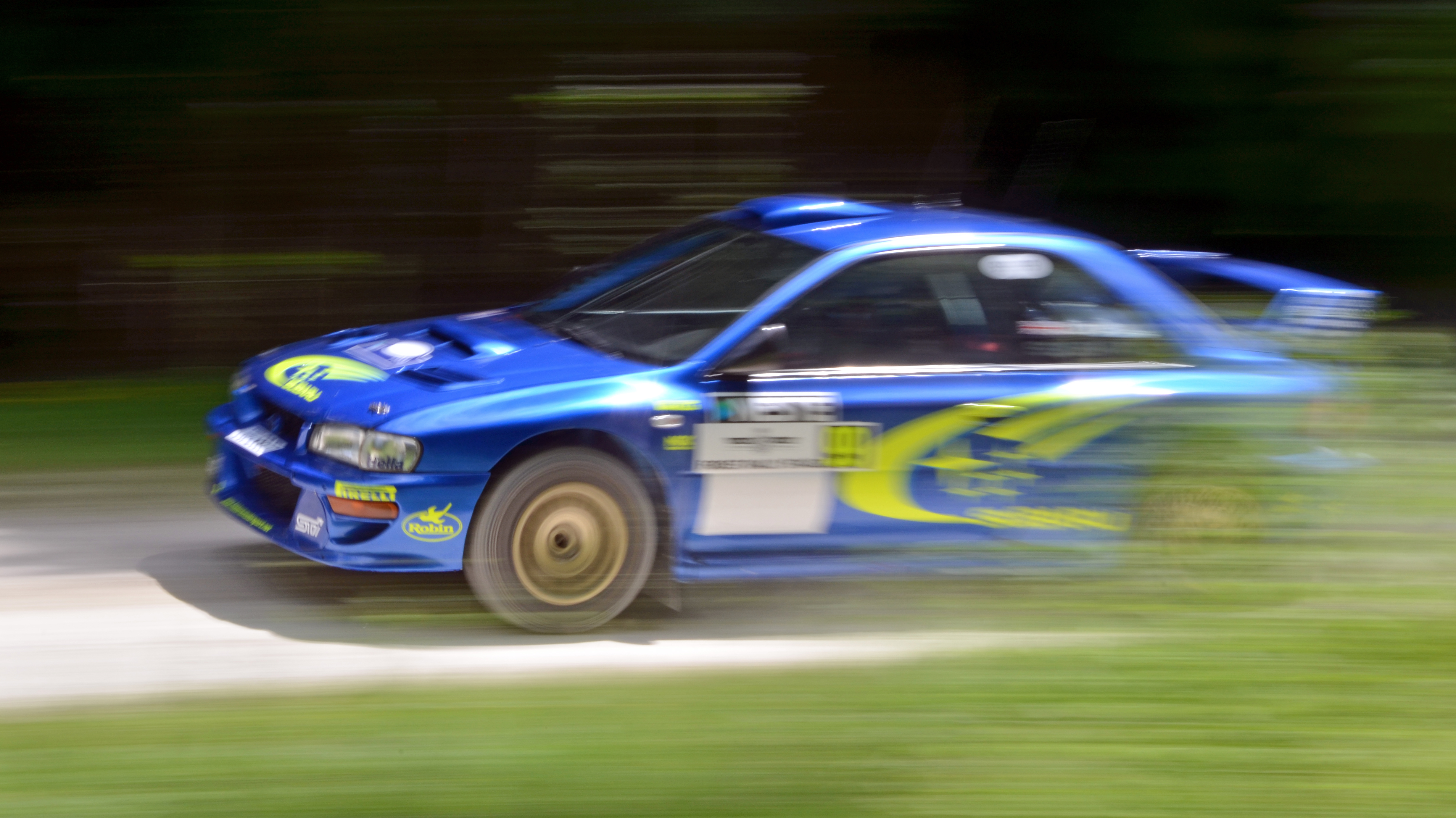
スバル・インプレッサWRC（1997年・GC型）
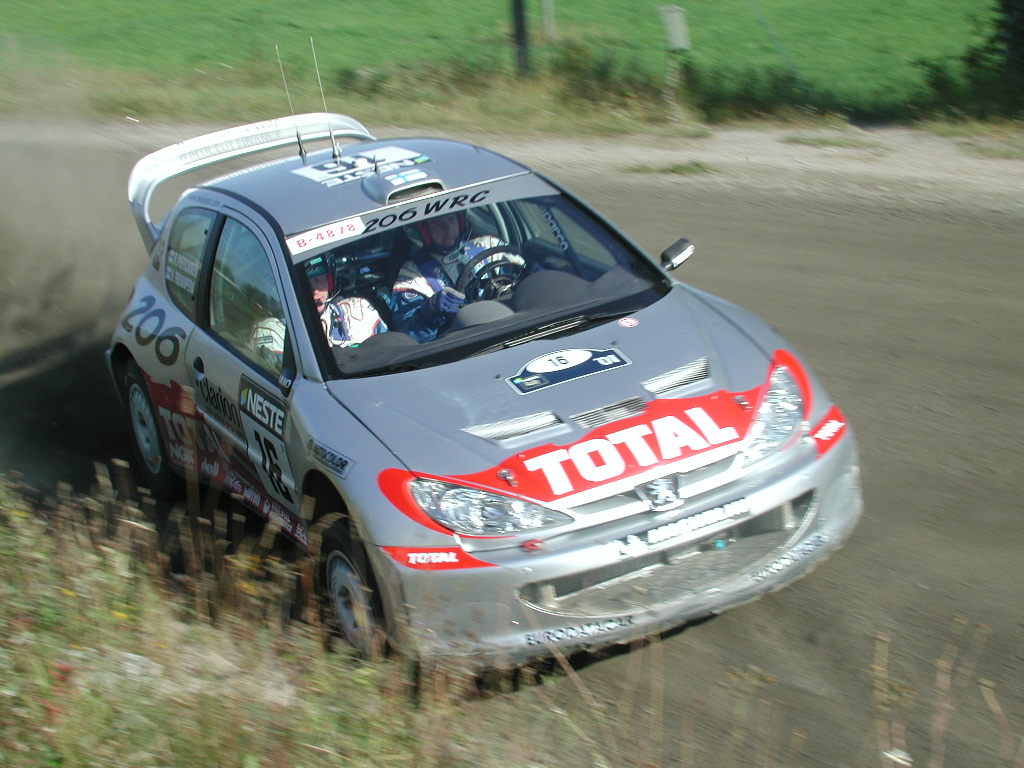
プジョー・206 WRC（2001年）
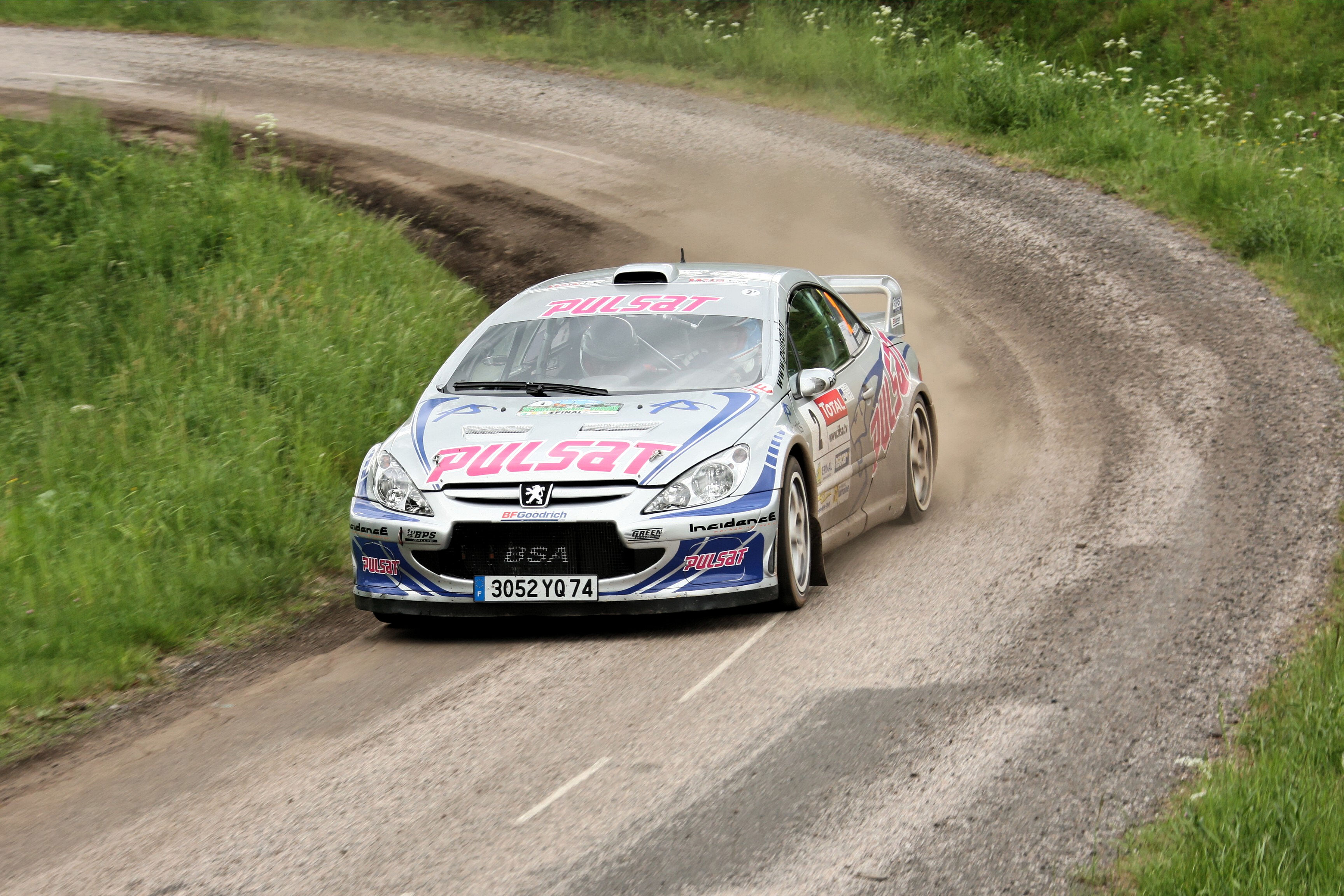
プジョー・307 WRC（2003年）
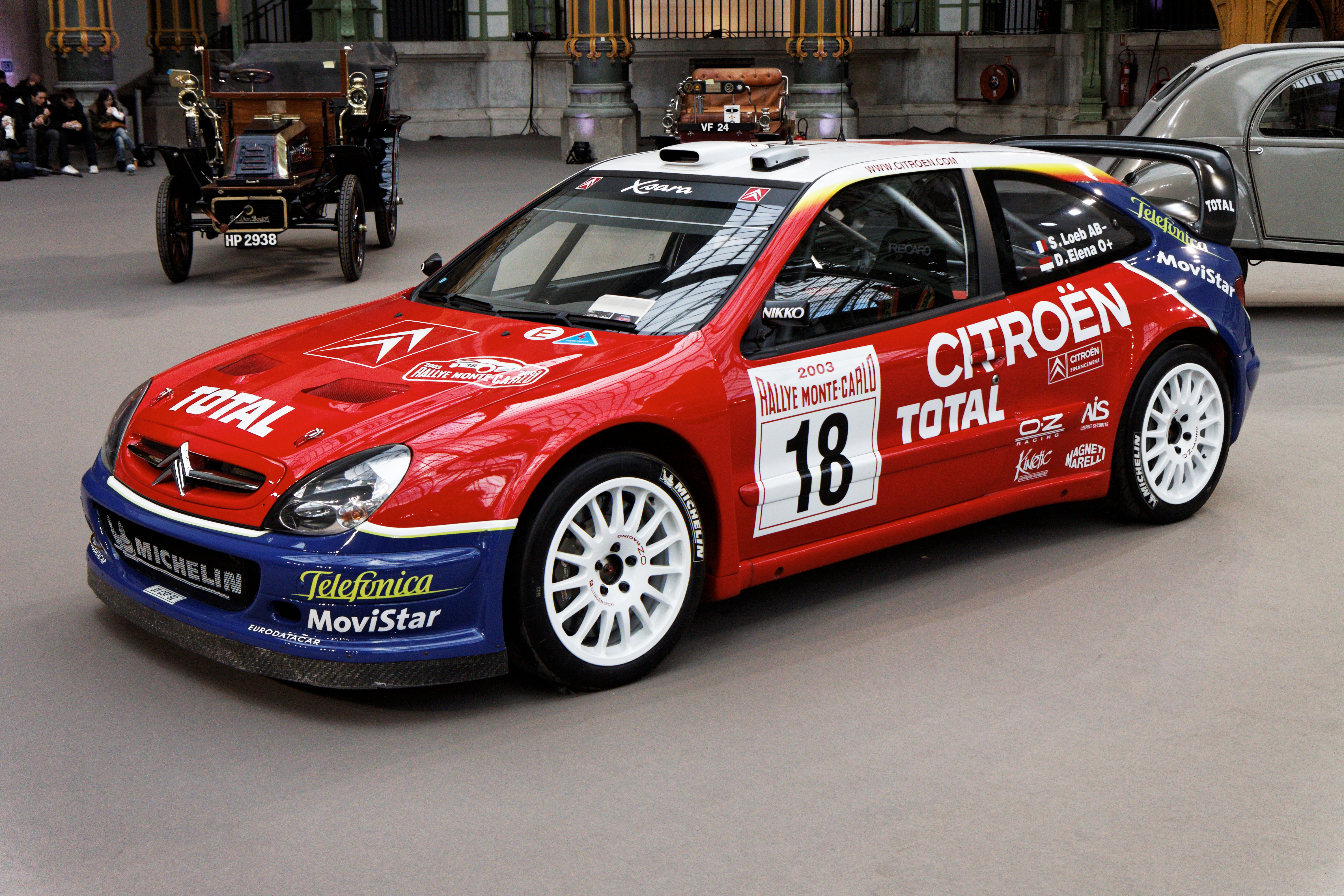
シトロエン・クサラWRC（2003年）
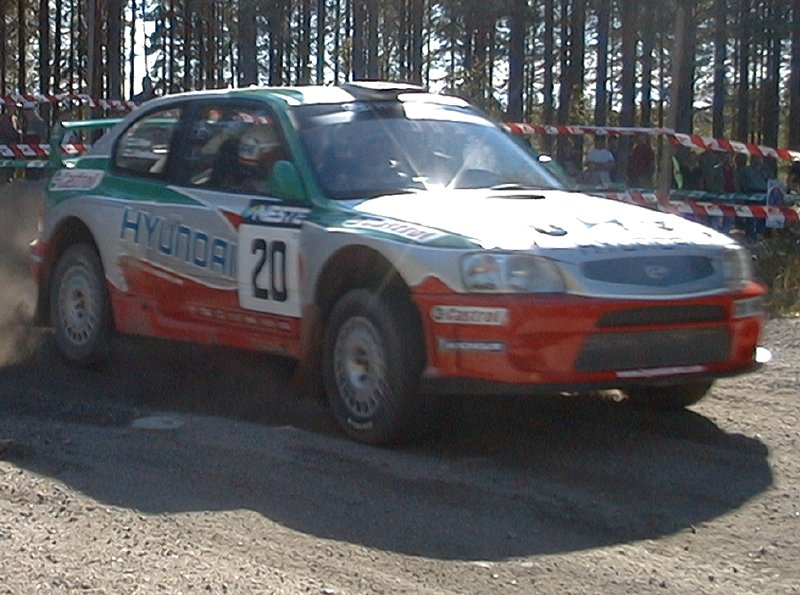
ヒュンダイ・アクセントWRC（2001年）
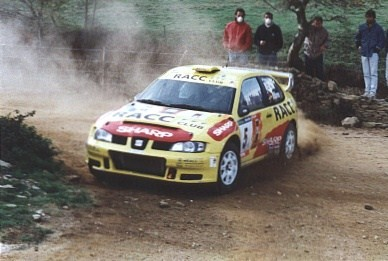
セアト・コルドバWRC（2001年）
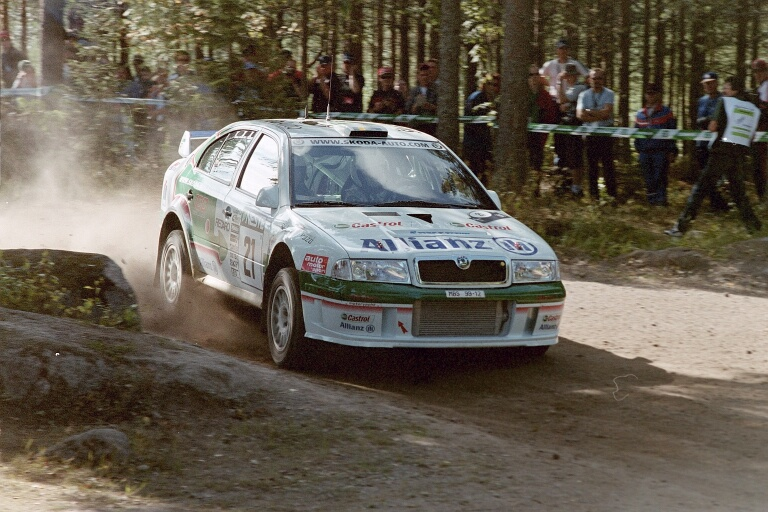
シュコダ・オクタビアWRC（2001年）
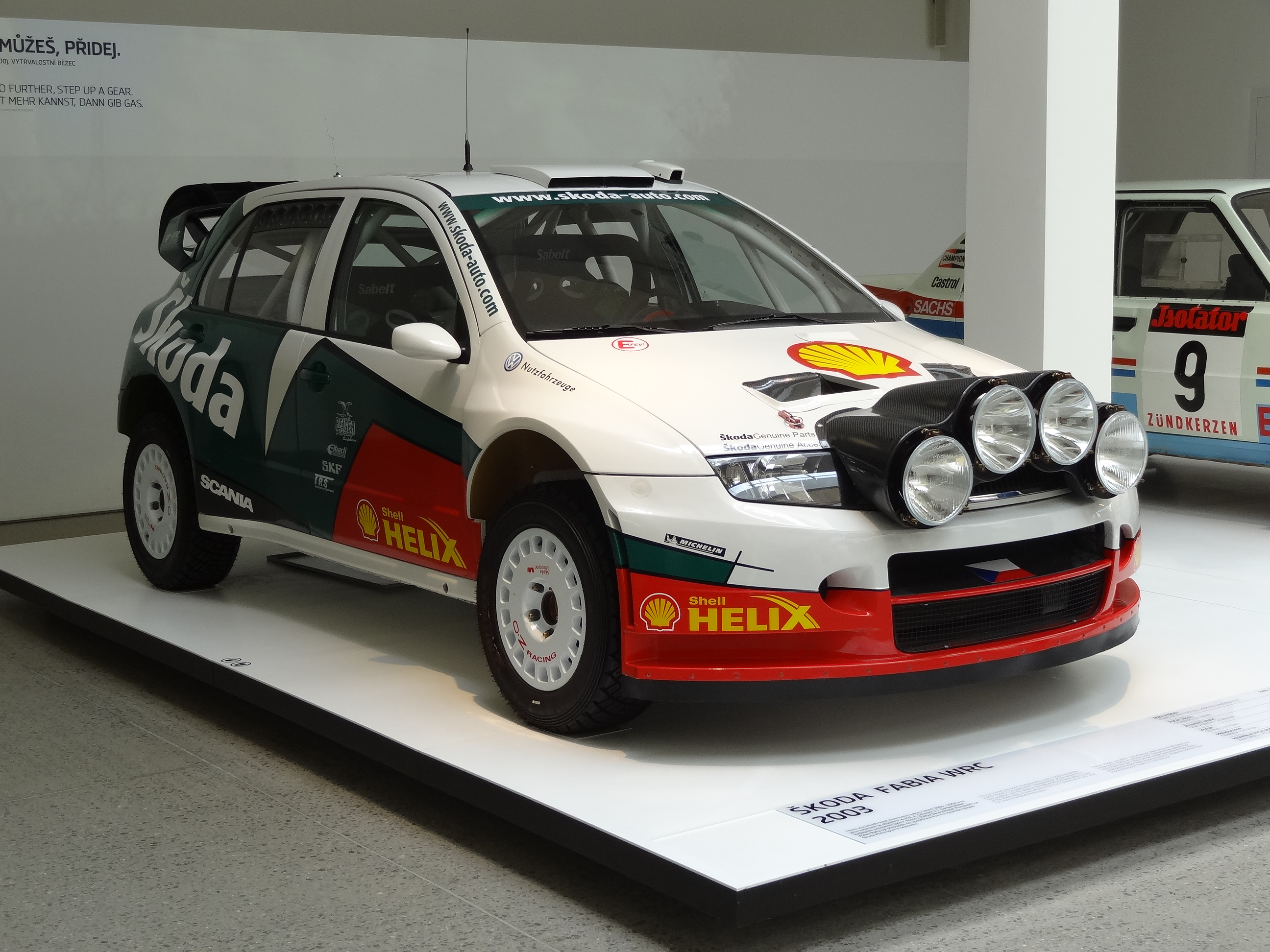
シュコダ・ファビアWRC（2003年）

2005 - 2006年はWRカー規定のみならず、WRCの歴史的にも大きな転換期となった。2005年にプジョーとシトロエンは、数年前から何度も取り沙汰されていた参戦コストの高騰問題や、自社ブランドの販売地域外のラウンドが増えたことでモータースポーツ活動の方針を転換し、同年末限りで共にワークス参戦から撤退。同年にシュコダも予算不足のためワークス参戦から撤退（ただし3社ともセミワークス体制としては継続）。三菱も2005年に正式に参戦休止したため、6社いたはずのフルワークスは一瞬でスバル・フォードの2社のみとなってしまった。
こうした事態を受けて2006年に、前後ディファレンシャルギヤ（デフ）とサスペンションのアクティブ化（電子制御化）、ウォーターインジェクションなどといったハイテク装備が禁止され、コスト抑制が図られた。加えてカレンダーの工夫でロジスティック上のコスト問題を解決したことにより、予算の問題をクリアしたシトロエンが2007年にフルワークス復帰している。またJWRCに参戦していたスズキも2007年末から満を持してWRカーデビューを果たした。規制強化はつまらなくなるという予想もあったが、規制されなかった空力面にリソースが注がれたため、2006年開幕戦から前年型と同等のタイムを叩き出した。
一方でプジョーはスポーツカーレースへ、シュコダはスーパー2000規定へそれぞれ転身するため、2006年限りでそれぞれセミワークスも撤退した。2008年末にはリーマン・ショックの影響によりスバル、スズキが電撃撤退。2008年を復帰の目処としていた三菱も結局叶わず、日系メーカーがWRCから一時姿を消すこととなった。一時は4社に盛り返したWRカー規定であったが、再びの撤退劇と新規参入メーカーの不在により、2009年には再び2社（シトロエン、フォード）となってしまった。
この頃は記録だけを見ればローブとシトロエンが圧倒していた時期であるが、フォードは唯一彼らに対抗できる存在として活躍した。2006、2007年はよく開発された第3世代のフォーカスWRCで、マニュファクチャラーズタイトルを2連覇し、シトロエン一強時代に一矢報いた。またドライバーズタイトルでもマーカス・グロンホルムやミッコ・ヒルボネンが1ポイント差に迫る大接戦を演じるなどして、惜しくもローブの連覇を阻止するには至らなかったものの、激しく肉薄した。
2008年時点の規則は、エンジンの搭載位置と搭載角度は自由、年間で使用出来るエンジンの数は最大5基、最大排気量は2.0 L、車両の最低重量は1,230 kg、車幅は1,800 mmまでと、ホイールベースの数値は量産車から1％以内で変更が可能とされていた。

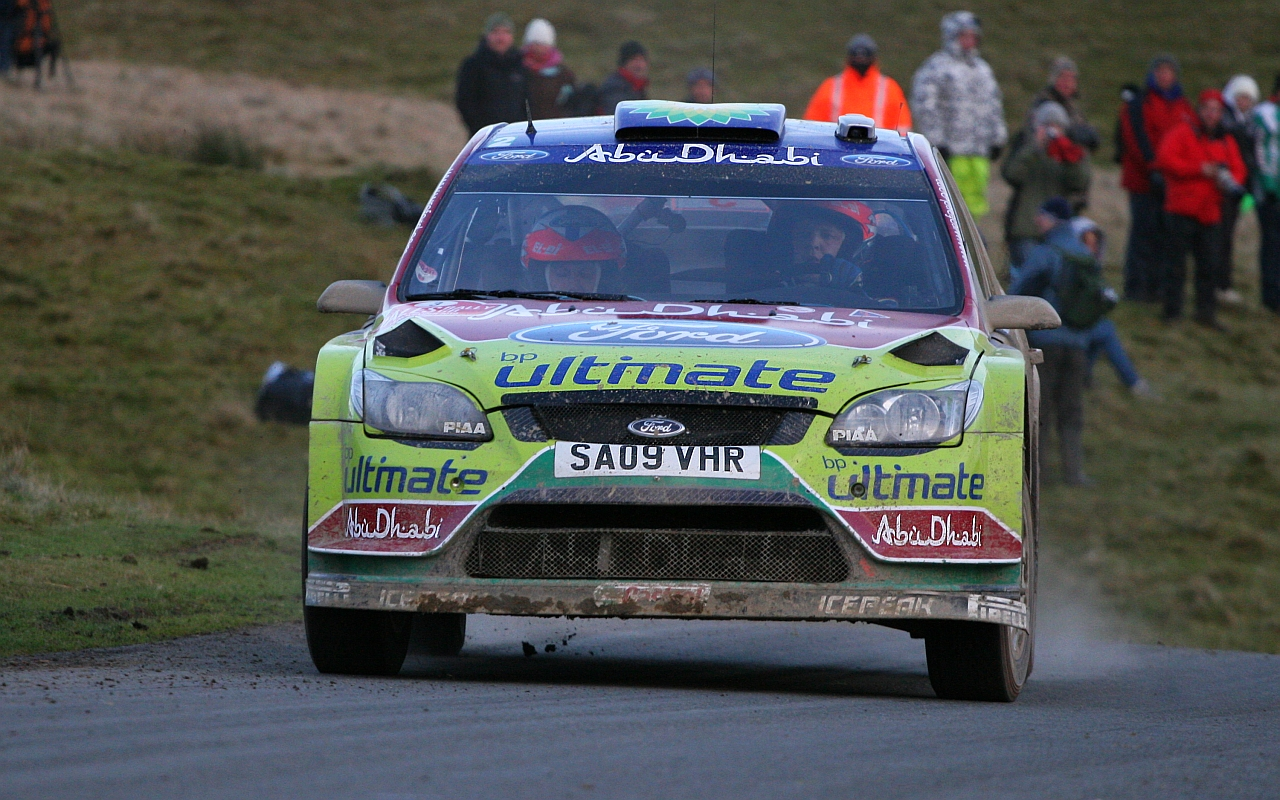
フォード・フォーカスWRC（2010年）
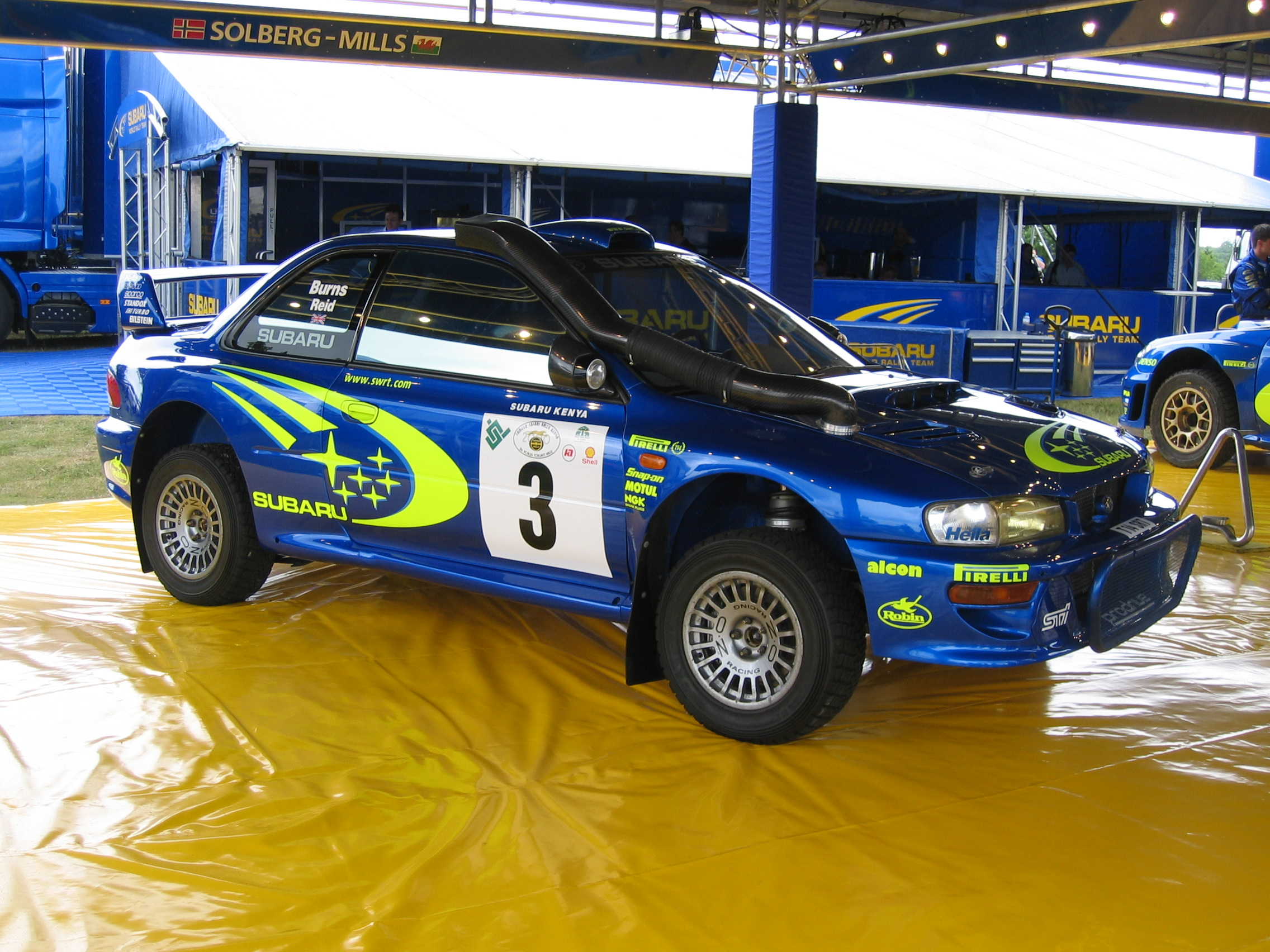
スバル・インプレッサWRC（2006年・GD型）
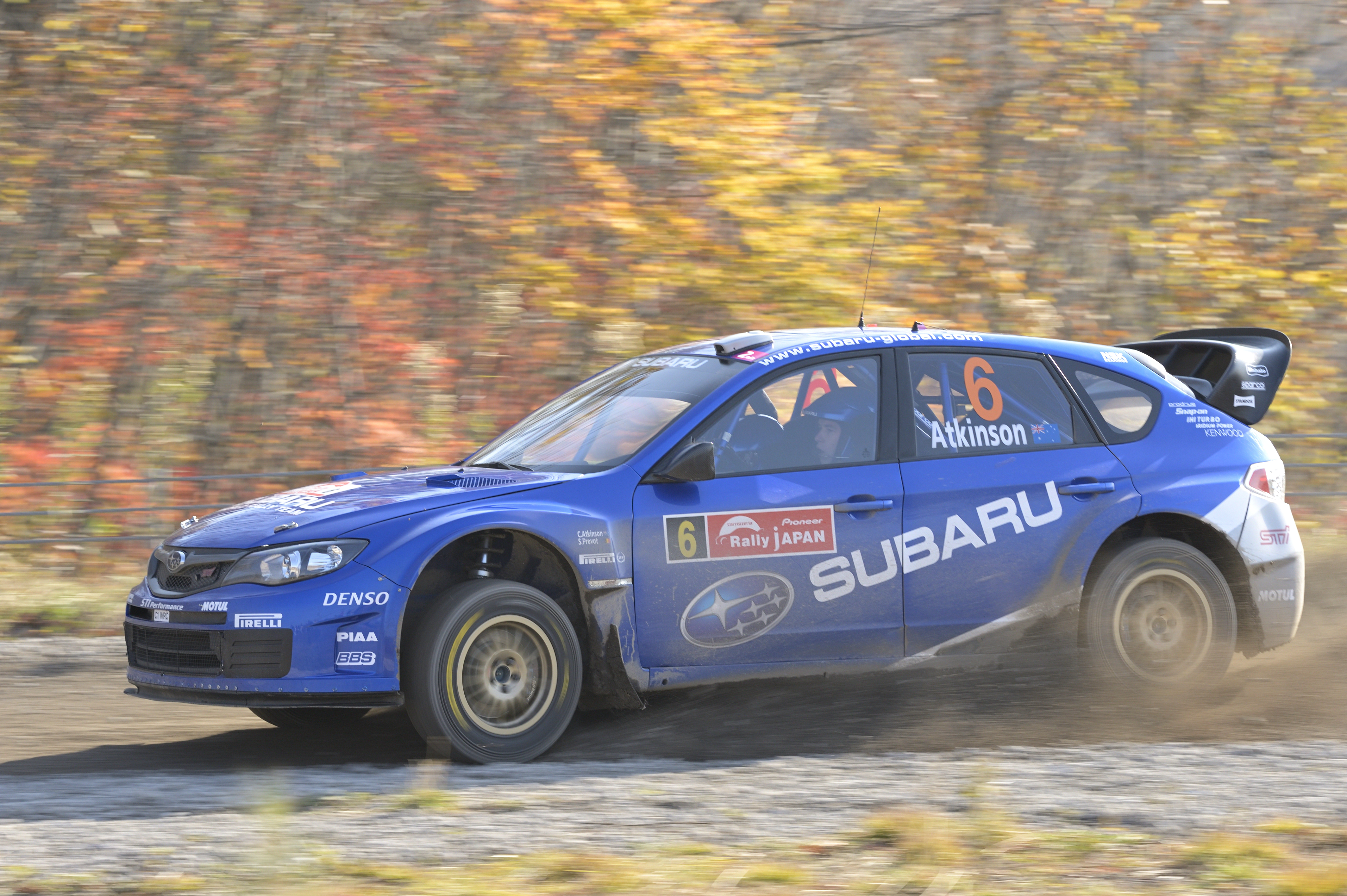
スバル・インプレッサWRC（2008年・GH型）
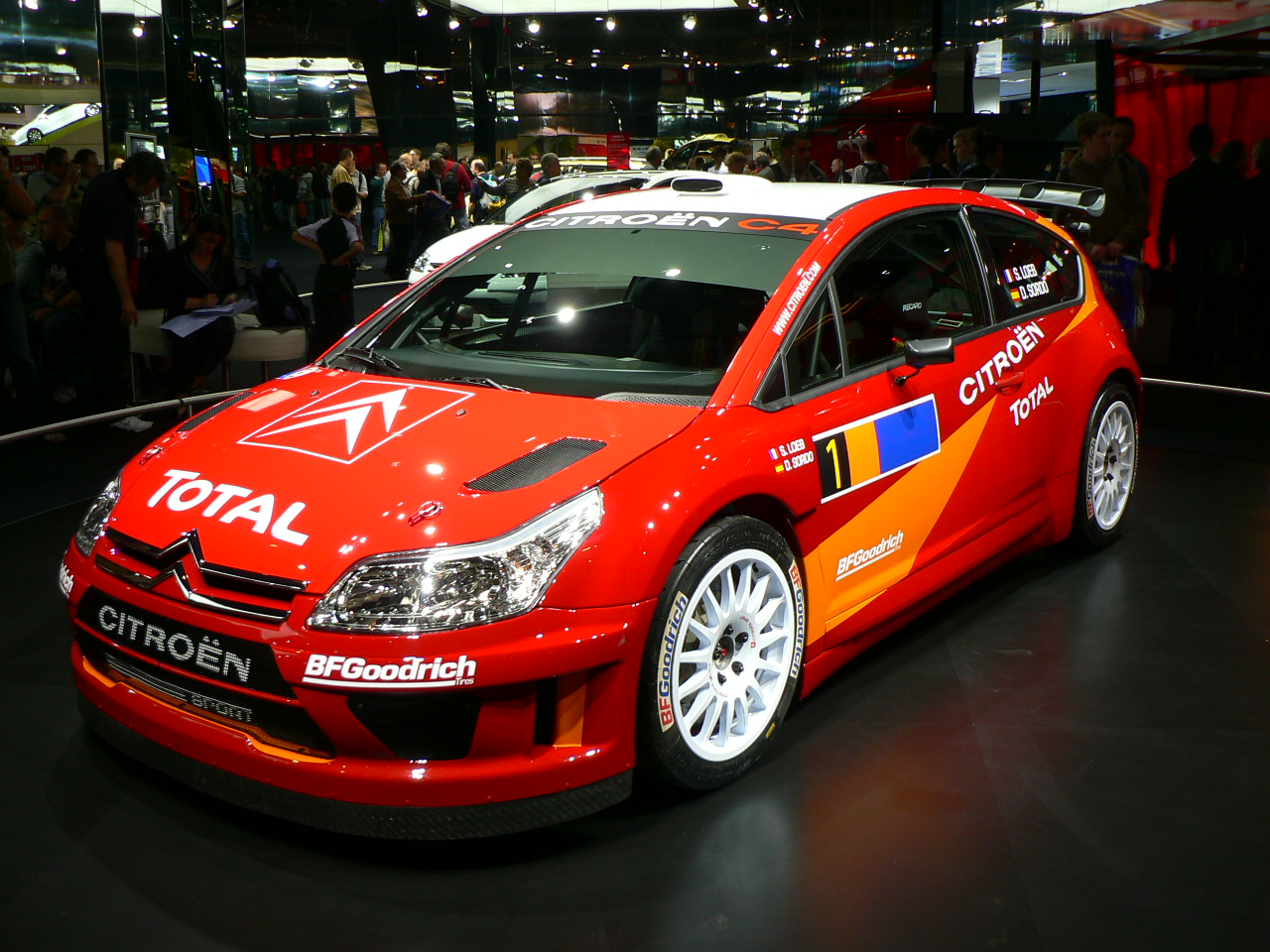
シトロエン・C4 WRC（2006年）
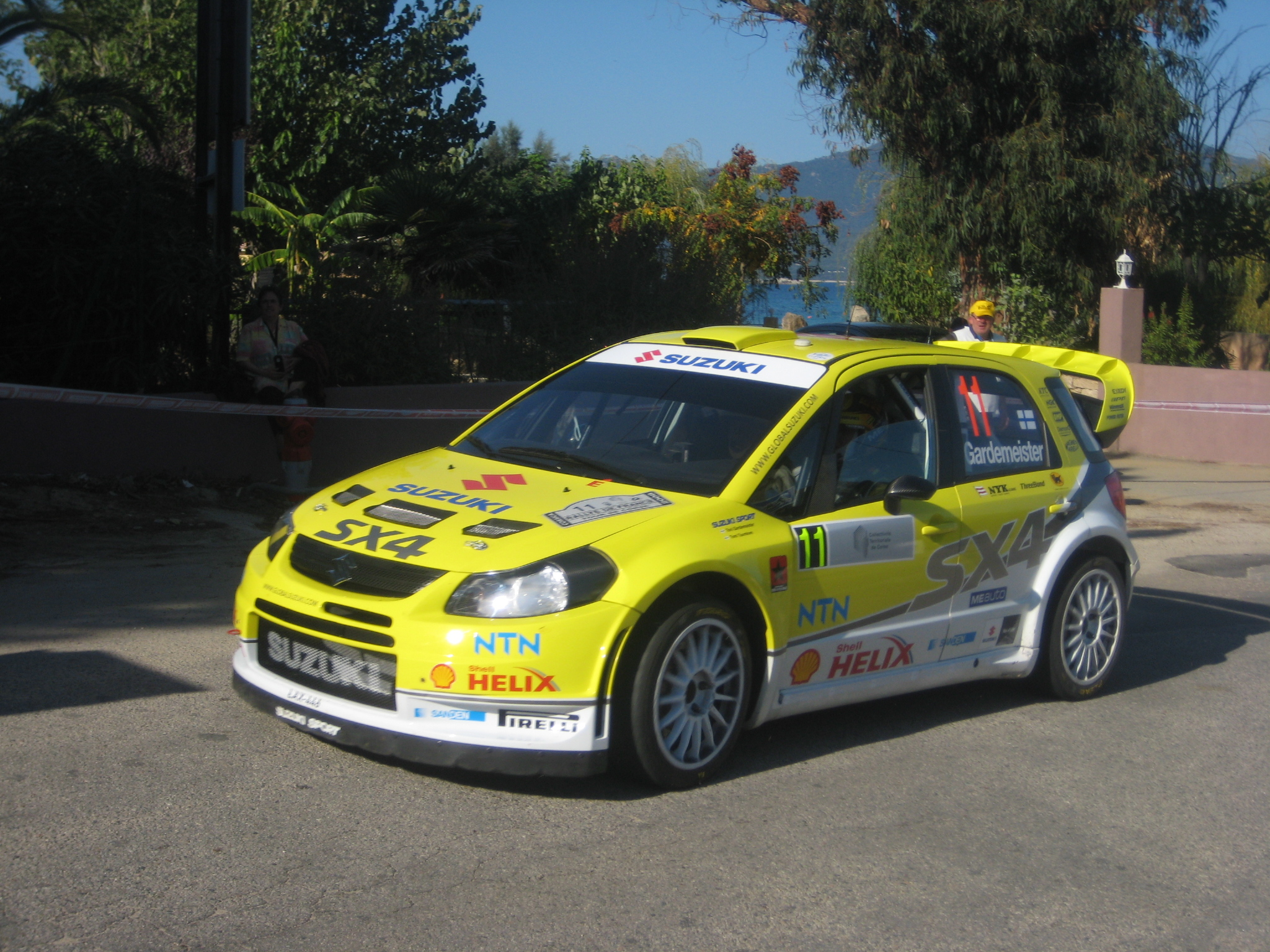
スズキ・SX4 WRC（2008年）

### 2011年 - 2016年
新規ワークスの参入が困難になってしまっている状況を打開するため、既にIRC（インターコンチネンタル・ラリー・チャレンジ）やPWRC（プロダクションカー世界ラリー選手権）で使用されていたスーパー2000規定の導入案が浮上する。2008年、FIAはスーパー2000をベースとしてWRカーに仕様変更可能な“スーパー2000プラス”を提案。競技は2010年まで二転三転し、最終的にWTCC（世界ツーリングカー選手権）と共通の規定の元に製作される「グローバル・レース・エンジン（GRE）」（1.6 L直噴ターボ）をスーパー2000車両に搭載したスーパー2000 WRCとすることが決定された。2010年は新旧両規定の混走の予定であったが議論の延期により結局新規定車両はなく、2011年から名実ともに新規定に一本化されることになった。
新規定では、電子制御6速セミATを機械式6速シーケンシャルトランスミッションに置き換えた。またディファレンシャルギヤはセンターが廃止され、フロント・リアの機械式のみが使用可能となった。サスペンションは前後ともにマクファーソン・ストラット式に限定され、フォードが用いていたような複雑なトレーリングアーム式などは採用できなくなった。その他には純粋なスーパー2000車両との差別化のため、最低重量は1,200 kgとされた。なおパドルシフトについては2015年から解禁されている。
最低全長は3,900mmと縮められた一方で車幅を1,820mmまで拡張できるようになり、ベース車両は従来のCセグメントからBセグメントハッチバックへ移行した。
GREでは従来より排気量が下がったのはもちろん、過給圧4.0barから2.5barまで引き下げられ、リストリクター径も34mmから33mmへ絞られる。これにより出力は小規模な減少、トルクは大規模な減少が見込まれた。また市販車用エンジンを流用する必要はなくなり、競技専用設計のエンジンが持ち込めるようになった。ただし採用できるターボチャージャーはギャレット製GTR2560Rのみとなる。
この新規定によりMini、ヒョンデ、フォルクスワーゲンが新規参戦。このうちMiniはプロドライブとのジョイントにより2011年と最も早くにデビューしたが、経済情勢を鑑みた親会社のBMWが予算を渋ったため、プロドライブと衝突。2012年開幕戦終了後、獲得したポイントはそのままポルトガル法人がチーム運営を引き継いだ。そして同年内にワークス撤退となった。
フォルクスワーゲンは以前からスーパー2000規定で参戦していた子会社のシュコダとともに入念な準備を行った上で、シトロエン内でローブと対立していたセバスチャン・オジェを引き抜き、一年をかけてオジェに特化したマシンを開発。デビューの2013年から2016年まで完全無欠のドライバーズ・マニュファクチャラーズ4連覇を達成した。しかしフォルクスワーゲンはディーゼル排ガス不正問題が原因で、2017年規定投入寸前で撤退している。
結局この規定で参入して生き残った新規メーカーは、2014年復帰のヒョンデのみであった。2016年にドライバー・マニュファクチャラーズともランキング2位で、無敵のフォルクスワーゲンの次席を占めた。
2012年にはフォードがワークス体制から撤退し、長らくオペレーションを担っていたMスポーツがフォード車での参戦を引き継いだ。また完全無欠のドライバーズ9連覇を達成したローブを2013年で失ったシトロエンは下降を続け、2016年には他カテゴリと新規定マシン開発に集中するためにこの年だけワークス参戦を休止するなど、新規参入メーカーとは対照的に古豪たちの凋落が目立つようになった。
なおこの規定のWRカーをデチューンし、30mm径のエアリストリクターを装着するRRC（リージョナル・ラリーカー）なる車両がWRカーマニュファクチャラーたちによって製造された。これは1.6リッターターボ仕様のスーパー2000を、従来の2.0L自然吸気エンジンのものと区別するためにMスポーツが呼び始めたものであるが、これをシトロエンも利用したため、規定名のような使われ方をするようになった。この仕様はシトロエンとフォードで初期のWRC2（2013年 - ）を3連覇している。

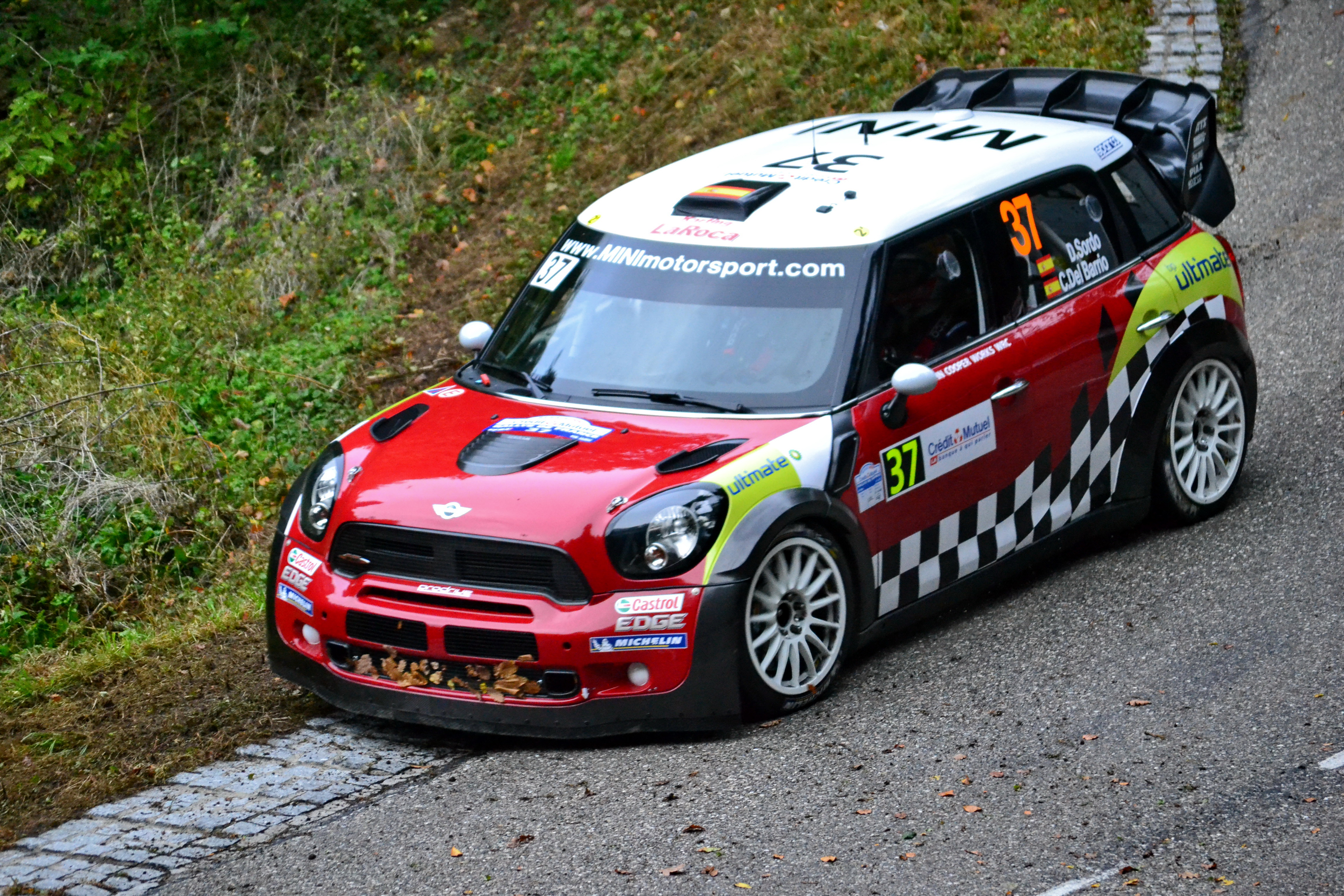
ミニ・ジョン クーパー ワークス WRC（2012年）
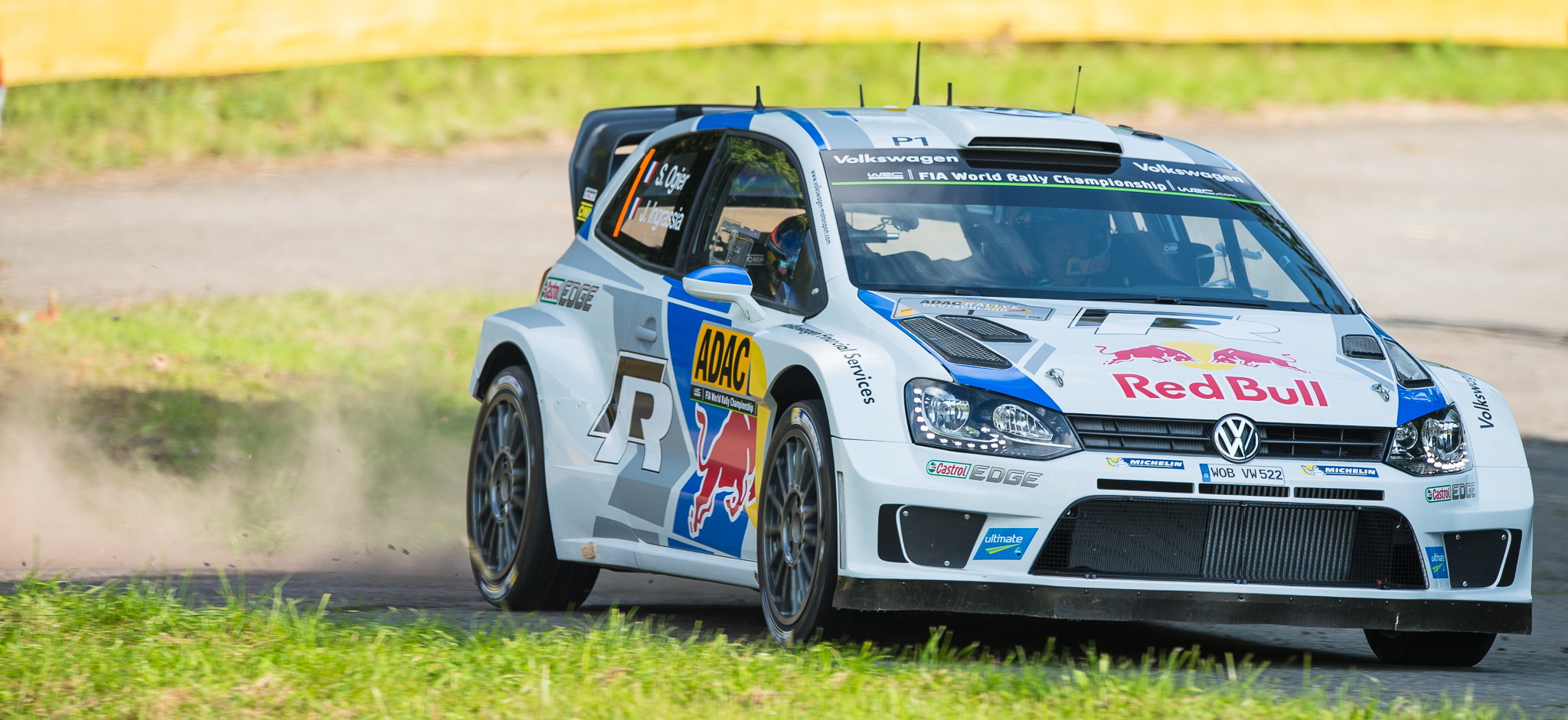
フォルクスワーゲン・ポロ R WRC（2014年）
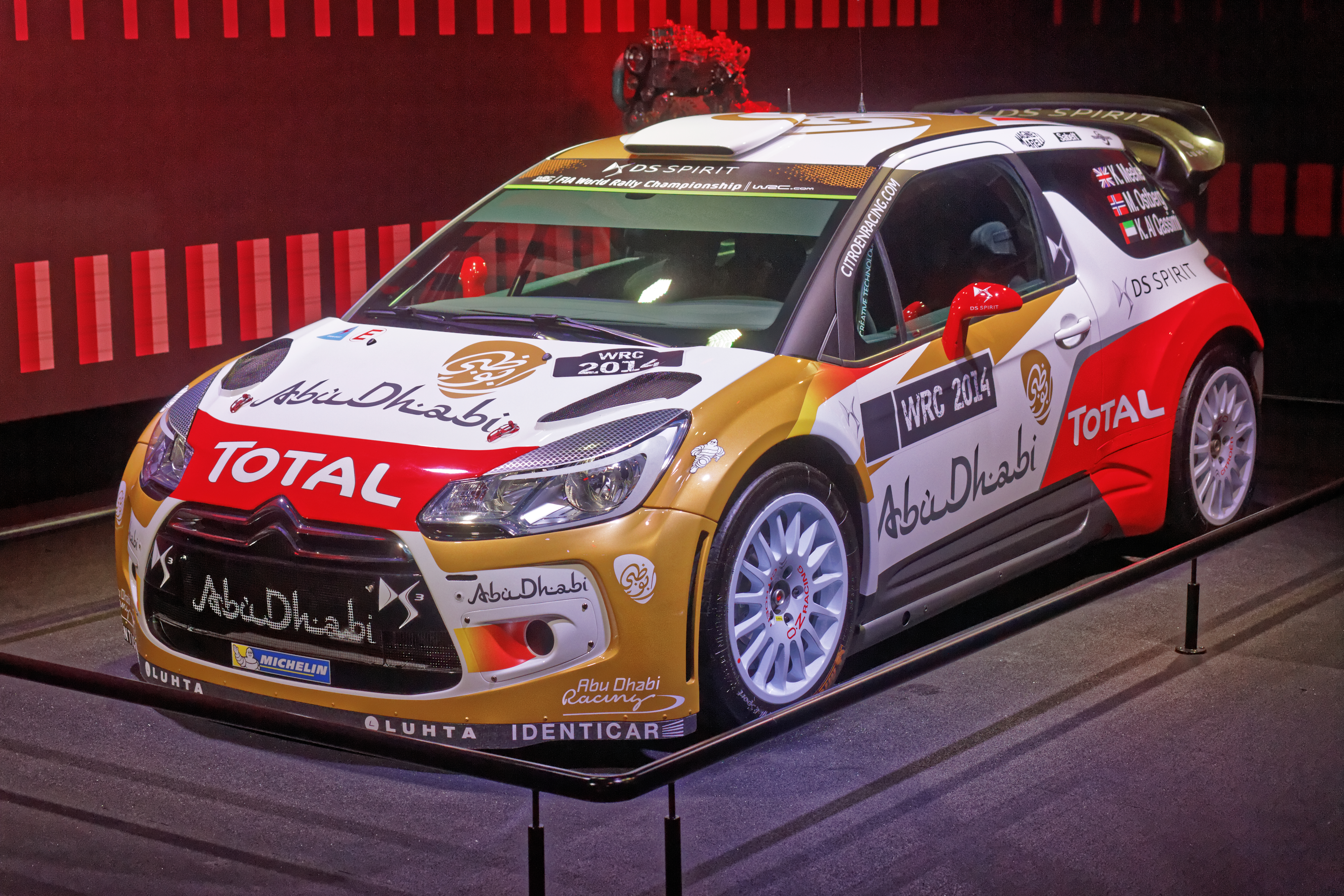
シトロエン・DS3 WRC（2014年）
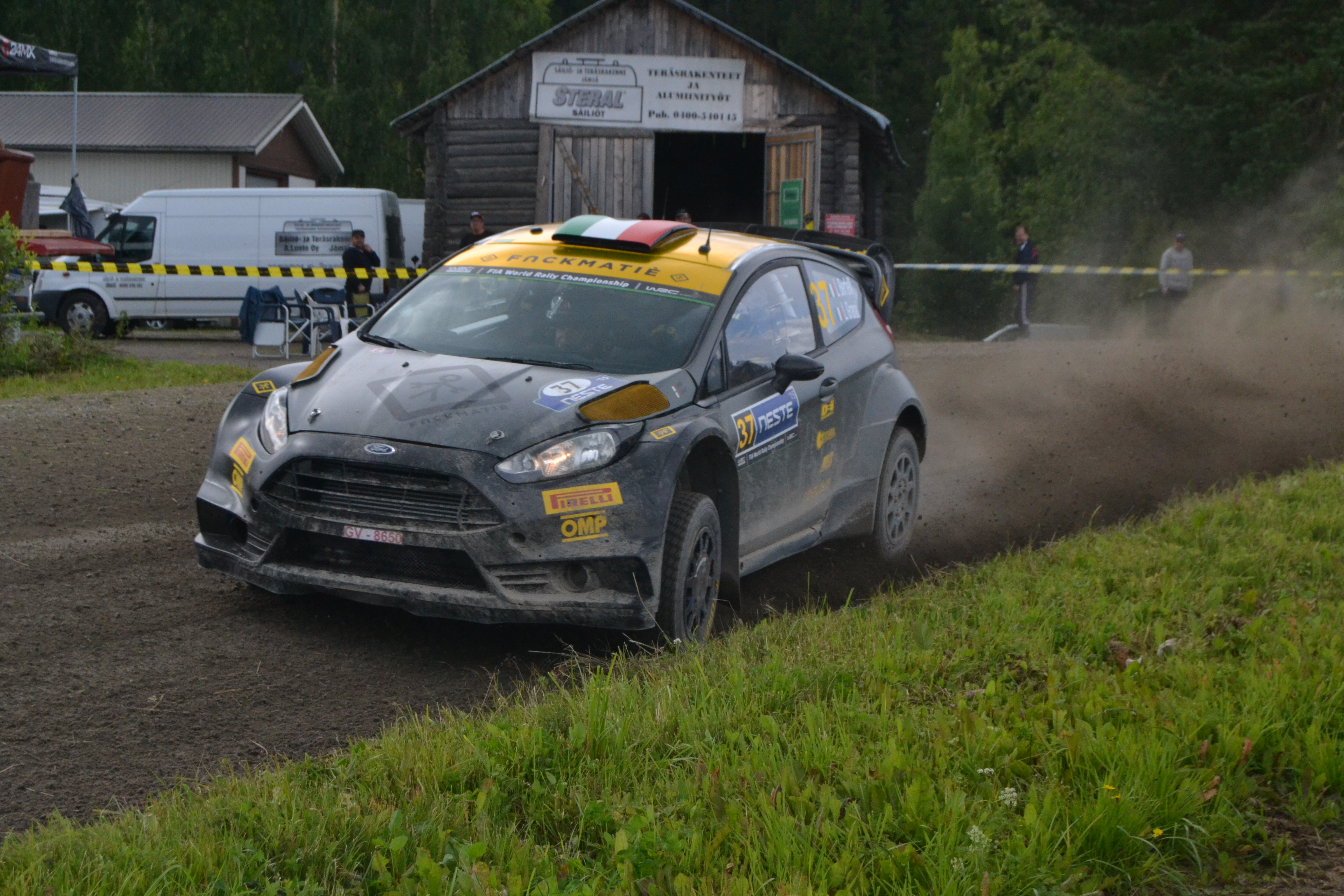
フォード・フィエスタ RS WRC（2015年）
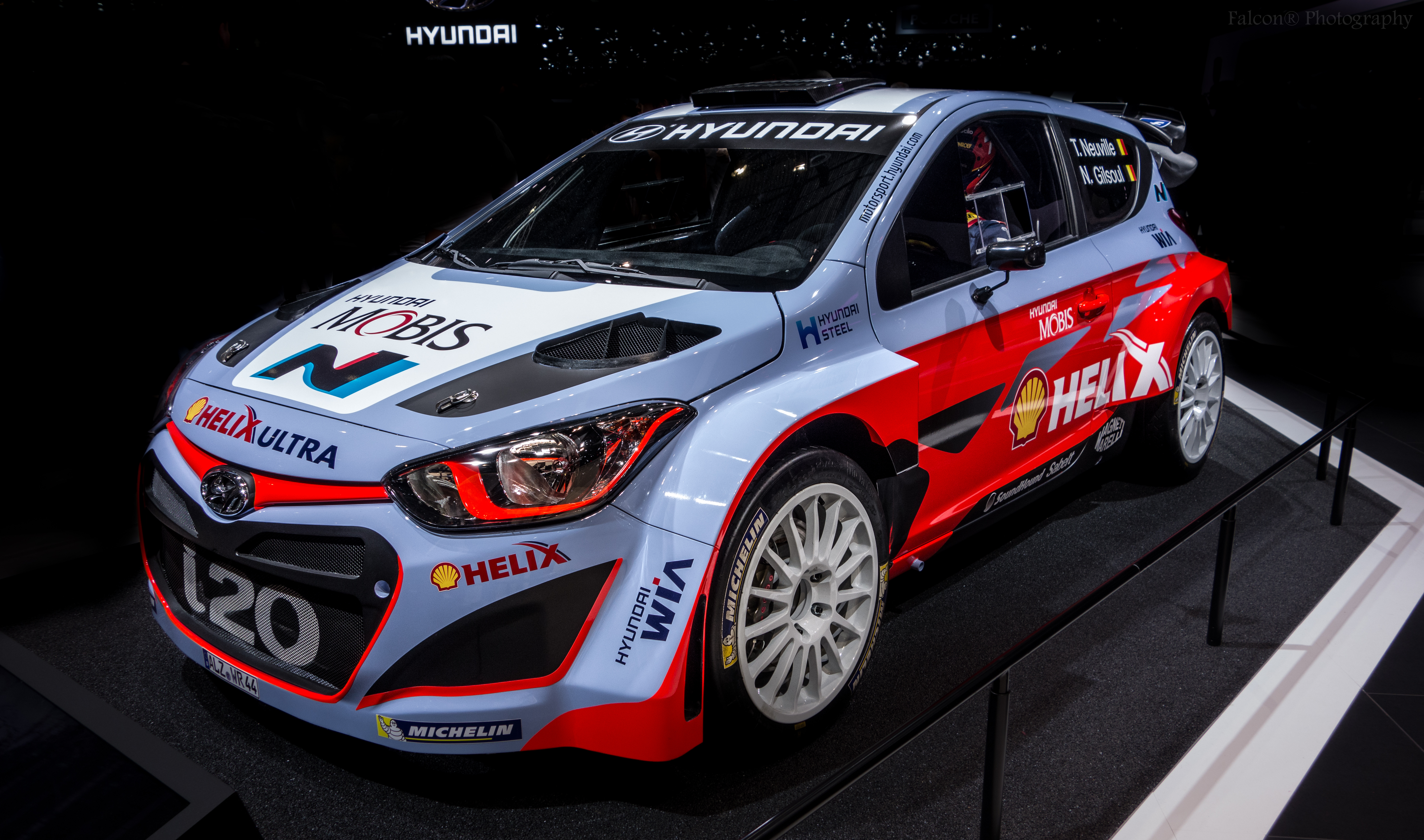
ヒュンダイ・i20 WRC（2015年）

### 2017年 - 2021年
WRCの人気低下に対する危機感から、WRカーをより魅力的なものにするため、スーパー2000 WRCのコスト削減路線から方向を転換し、大幅な規制緩和を行った。Mスポーツのマルコム・ウィルソンはその迫力ある外観を「グループB並みにセクシー」と評価した。他方、プロドライブのデイビッド・ラップワースは「見苦しいラリーカー」と形容し、量産車とかけ離れたスタイルを批判した。
変更は以下の通り。
- エアリストリクター径を拡大(33 mm→36 mm)し、エンジン最大出力を315馬力から380馬力へ向上。
- 最低重量の緩和。(1,200 kg→1,175 kg)
- 全幅の拡大。(1,820 mm→1,875 mm)
- リアディフューザーのオーバーハングを50 mmまで認可、ウィングの開発も大幅緩和。なお空力パーツがベース車両の全長から飛び出すのを認めるのはグループB以来で、しかもエボリューションモデルの生産なしに行えるのは初である[36]。
- センターデフ、およびそのアクティブ化の解禁。
- 安全性の向上した発泡フォーム入り衝撃吸収材入りサイドドアの義務化。

一方でタイヤサイズは拡大せず据え置くことで、過剰にコーナーリング速度が上がらないように規制しているのもポイントである。サーキットレースでは一般的になりつつあったハイブリッドシステムの導入もこのとき検討されたが、結局見送られている。
この新型WRカーは高性能すぎてジェントルマンドライバーには危険であるとして、プライベーターの新型WRカーの運用は禁止されていたが、2018年には解禁された。
この規定導入初年の2017年からトヨタがワークス復帰している。トヨタはマキネンをチーム代表に据えた上で本格的に準備を行い、空力規定を最大限に活かした大胆な空力パーツで注目を集め、2018年以降タイトルを獲得し続けている。
Mスポーツは2003年や2006年同様、前年からリソースを集中したマシンを製作。絶対王者オジェの加入により、2017年にドライバー・マニュファクチャラーをプライベーターながら制覇するという快挙を達成し、これによりフォードがセミワークス「Mスポーツ・フォード」として復帰した。しかしリソース不足は相変わらずで、有力ドライバーの引き抜きも相次いで戦闘力も低下。2018年はオジェがドライバーズタイトルをもぎ取るのが精一杯であった。
シトロエンはピーキーながらも速さを持ったC3 WRCで勝負を挑む。2019年にはオジェの引き抜きに成功するが、トヨタのオイット・タナクに敗れてオジェの連覇は止まった。同年末にオジェもトヨタに移籍することとなり、勝機を失ったシトロエンは撤退した。
こうして2020年以降はトヨタvsヒョンデのアジアンブランドの2強をフォードが追うという、かつてのグループAと同じような様相を呈している。

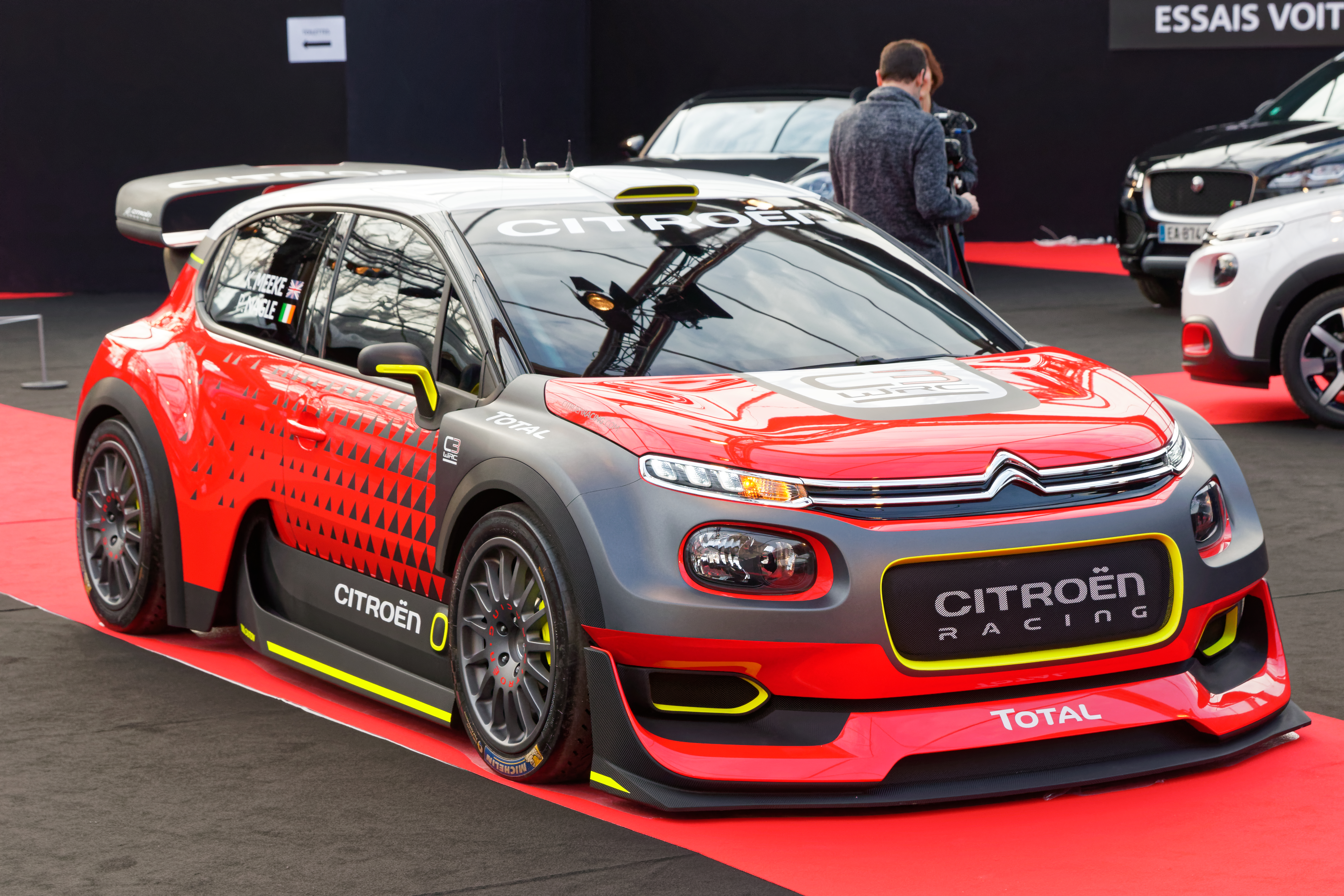
シトロエン・C3 WRC（2017年）
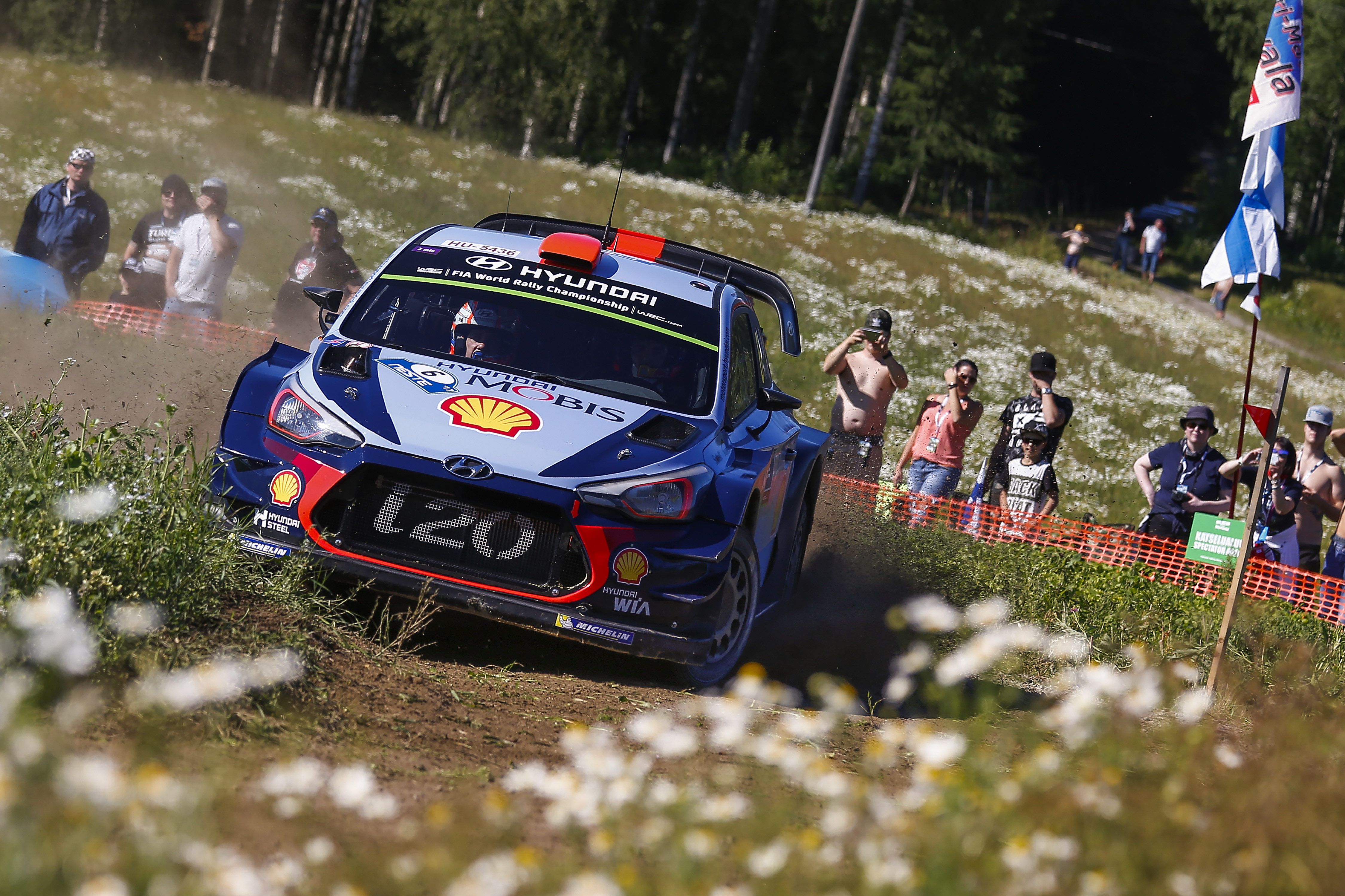
ヒュンダイ・i20クーペWRC（2017年）
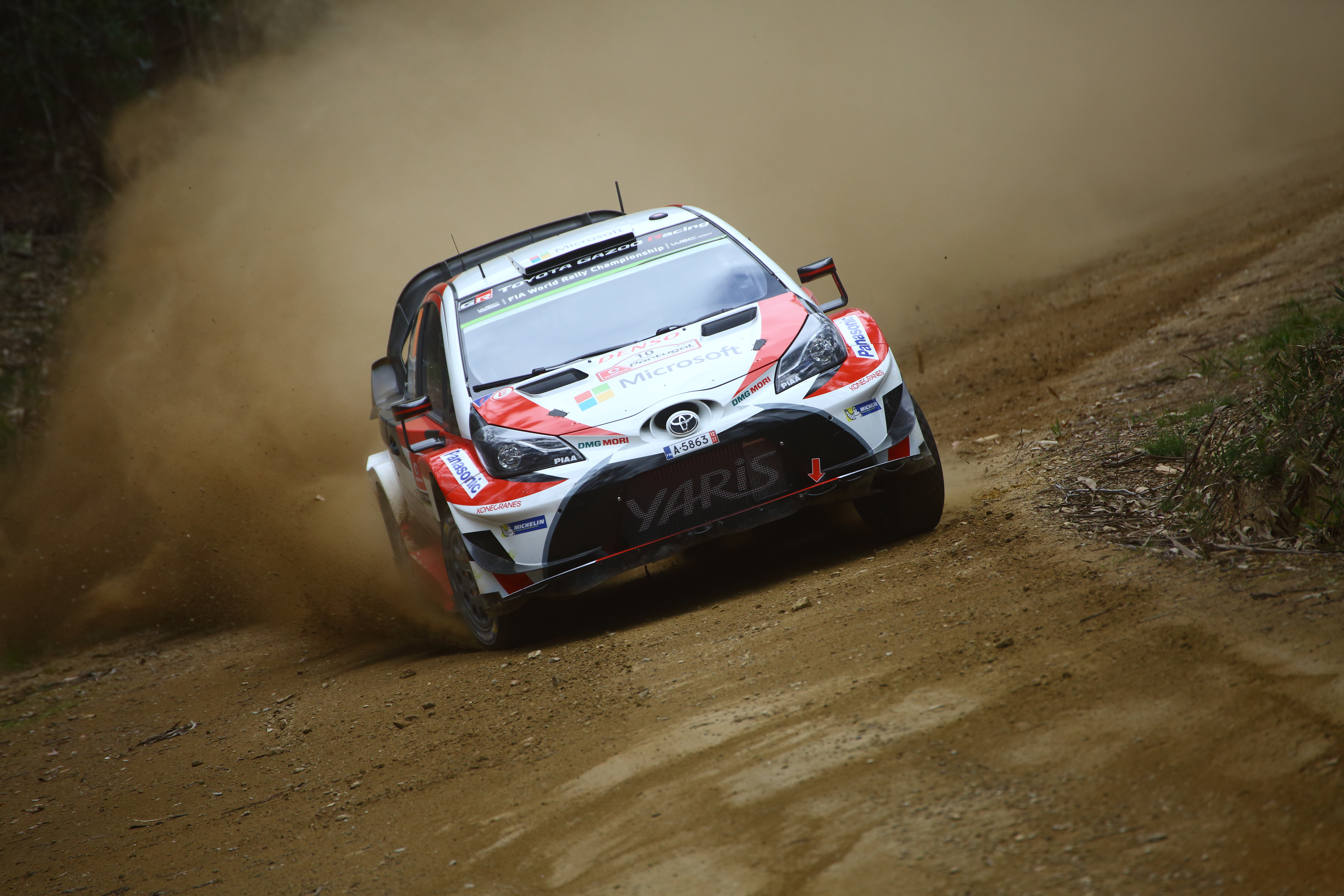
トヨタ・ヤリスWRC（2017年）
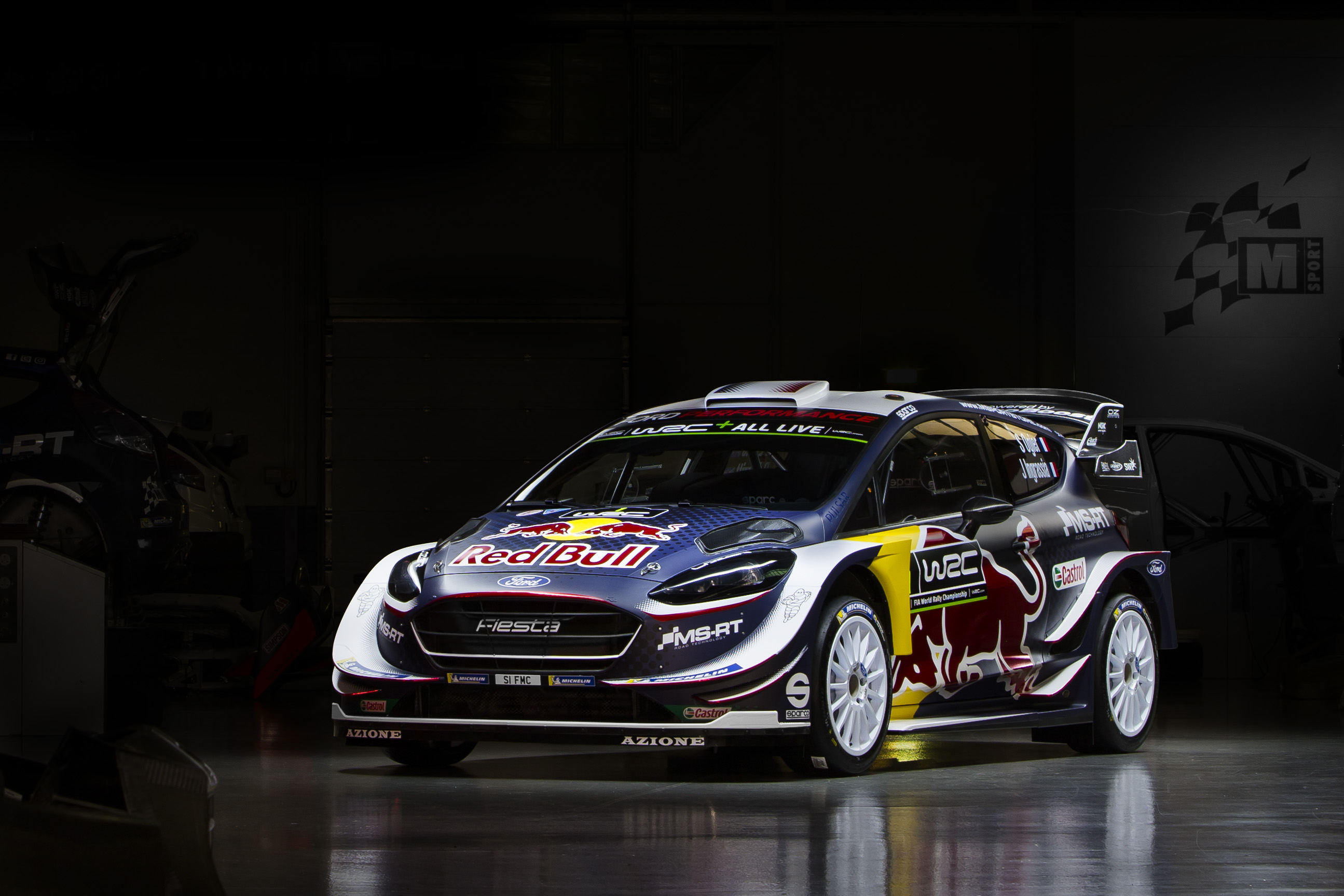
フォード・フィエスタWRC（2018年）

FIAは2022年から昨今の環境意識の高まりに合わせてハイブリッドシステムとバイオ燃料を採用し、加えてBセグメントハッチバックを持たないメーカーでもパイプフレームボディによるスケーリングで参戦を可能とする「ラリー1」規定を導入し、WRカーの時代は終焉を迎えた。